# Cristal·lització d'enzims per entrecreuament

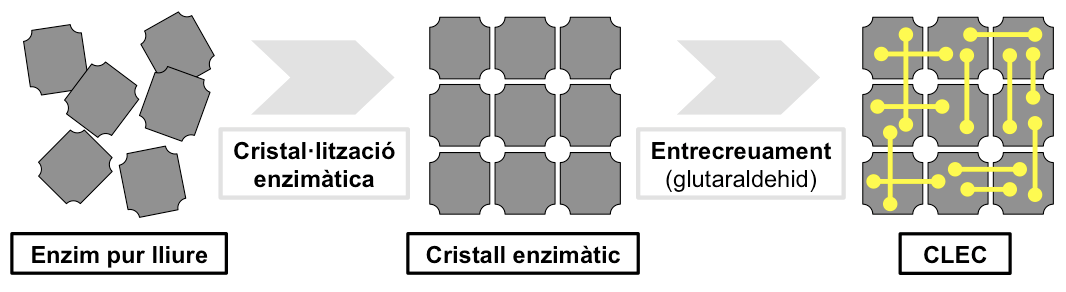
Representació general de la producció dels CLECs, consistent en un primer pas de cristal·lització i un segon d'entrecreuament amb agents bifuncionals (el més emprat dels quals és el glutaraldehid).

La cristal·lització d'enzims per entrecreuament o entrecreuament enzimàtic (abreujada com a CLECs, acrònim de l'anglès Cross-Linked Enzyme Crystals) és una tecnologia d'immobilització d'enzims en forma cristal·lina les aplicacions més comunes de la qual són els bioprocessos i l'estudi de nous materials selectius. Constitueixen un mètode de catàlisi heterogeni que es basa en la reticulació, és a dir, en l'entrecreuament dels enzims amb agents bifuncionals.
Els cristalls d'enzims per entrecreuament resultants —també abreujats sota les mateixes sigles, CLECs— es caracteritzen per la seva robustesa, estabilitat operacional i una activitat catalítica elevada per unitat de volum, a banda de la recuperació del biocatalitzador per a ser reutilitzat. A més a més, a diferència d'altres mètodes d'immobilització enzimàtica en què s'utilitzen suports inerts que fan disminuir la concentració activa d'enzim, els CLECs no requereixen cap matriu sòlida.